# Gale Hansen
Gale Hansen est un acteur américain né en 1960.

## Filmographie

### Cinéma
- 1983 : Zelig : étudiant de 1re année
- 1989 : Le Cercle des poètes disparus (Dead Poets Society) : Charlie Dalton
- 1991 : Shaking the Tree : Sully
- 1991 : Under Surveillance de Rafal Zielinski :
- 1991 : The Finest Hour : Dean Mazzoli
- 1992 : Double Vision - l'Une Pour l'Autre : Michael

### Télévision
- 1993 : Promo 96 (saison 1) : Samuel Dexter dit Stroke
- 1994 : Arabesque (saison 11, épisode 10 : Meurtre du mois) : Arnold Wynn / Jason Bayer Saxon
- 1997 : Beyond Belief: Fact or Fiction (en) (1 épisode) : garde